# Kommando Klinkerwerk
 (octobre 2024).
Si vous disposez d'ouvrages ou d'articles de référence ou si vous connaissez des sites web de qualité traitant du thème abordé ici, merci de compléter l'article en donnant les références utiles à sa vérifiabilité et en les liant à la section « Notes et références ».
 (octobre 2024).
Le Kommando Klinkerwerk est une unité de travail forcé du camp de concentration de Neuengamme affectée à l'extraction d'argile et à la fabrication de briques.

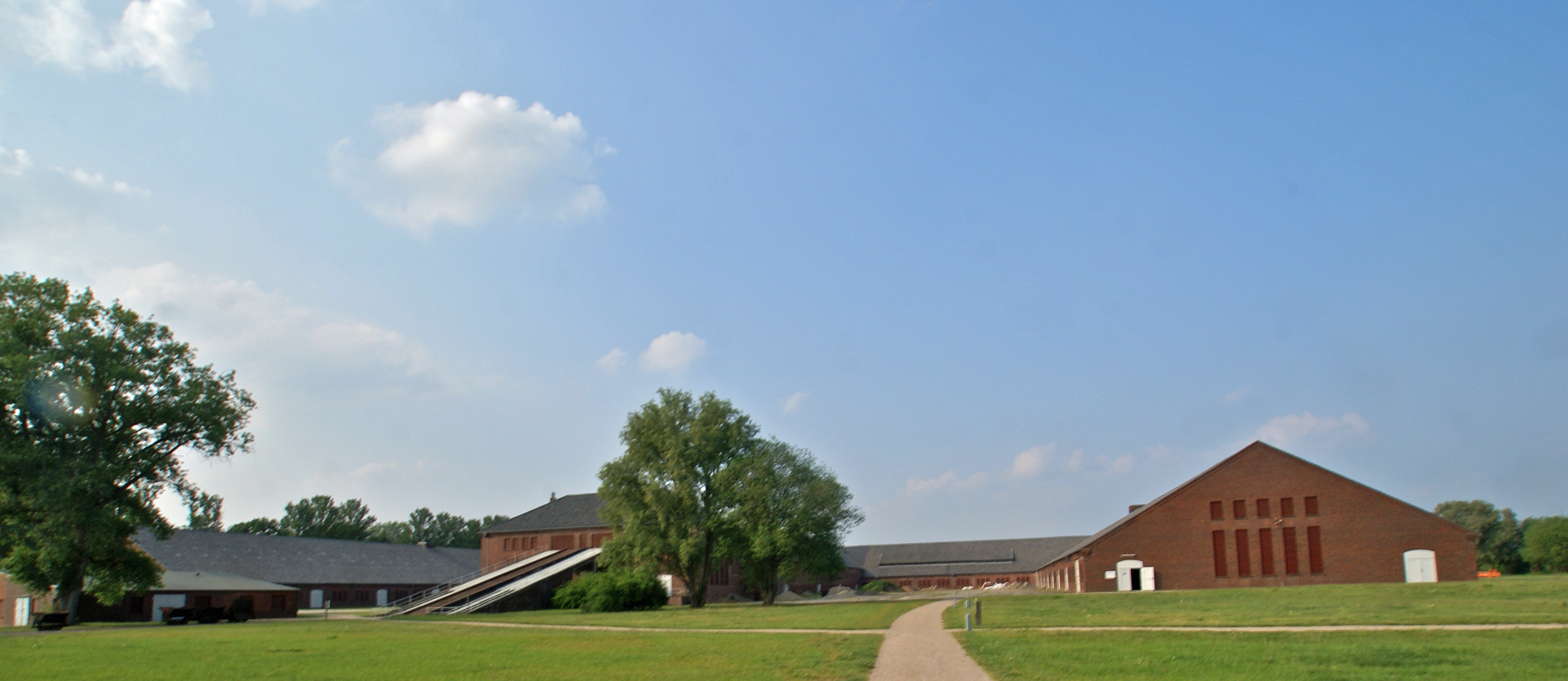
Briqueterie du camp de concentration de Neuengamme.

## Origine et objectifs
En tant que « porte de l’Allemagne sur le monde », Hambourg doit être parée par le régime nazi de bâtiments monumentaux, construits en briques.
À l’automne 1938, l’entreprise SS Deutsche Erd- und Steinwerke GmbH (terrassement et  carrières) fait l’acquisition d’une briqueterie désaffectée et de terrains en périphérie de Hambourg, près du bourg de Neuengamme.
En avril 1940, la ville de Hambourg et la SS s'accordent sur la construction d'une briqueterie, la ville accorde un prêt d’un million de reichsmarks pour cet objet. Elle s’engage à installer une liaison ferroviaire, à assurer la navigabilité du bras de l’Elbe Dove-Elbe et à aménager un canal de desserte ainsi qu’un bassin portuaire. La SS s’engage, pour sa part, à « fournir gratuitement la main-d’œuvre concentrationnaire et les équipes de garde nécessaires à la réalisation de ces travaux ».
Le 12 décembre 1938, elle y installe un Kommando de cent déportés venu du camp de concentration de Sachsenhausen. Les gardes, quant à eux, viennent du camp de concentration de Buchenwald. Les conditions de détention sont alors tolérables.
Après le déclenchement de la guerre, décision est prise de faire de Neuengamme un grand camp de concentration. En juin 1940, Neuengamme quitte l'orbite de Sachsenhausen et devient un camp de concentration indépendant, dont les infrastructures sont construites par les déportés. Fin 1940, la population du camp est  passée à 2 900 déportés, qui travaillent à son agrandissement, à l’élargissement du bras de rivière Dove-Elbe, au creusement du canal de desserte et du bassin portuaire, à la construction de la briqueterie et à l’extraction de l'argile dans les glaisières. Les conditions de détention se détériorent et les mauvais traitements, l’épuisement, la faim et les accidents provoquent très tôt les premiers décès.

## Organisation

### Briqueterie
La nouvelle briqueterie de Neuengamme est un centre de production moderne. 160 à 180 détenus y travaillent l'argile pour façonner et cuire des briques.
Les détenus y travaillant ont de meilleures chances de survie que ceux assignés aux travaux extérieurs. Le travail est pénible, mais il requiert des personnels qualifiés. D'autres projets de la SS nécessitant ce type de compétences, des formations de maçons sont même organisées pour les détenus.

À partir de l’automne 1942, les fours de la briqueterie sont également utilisés pour produire des éléments en béton, toujours  en coopération avec la ville de Hambourg, pour les abris antiaériens et pour les habitations provisoires (à partir de l’automne 1943) ainsi que pour les fours de camouflage par la vapeur (à partir de l’automne 1944).

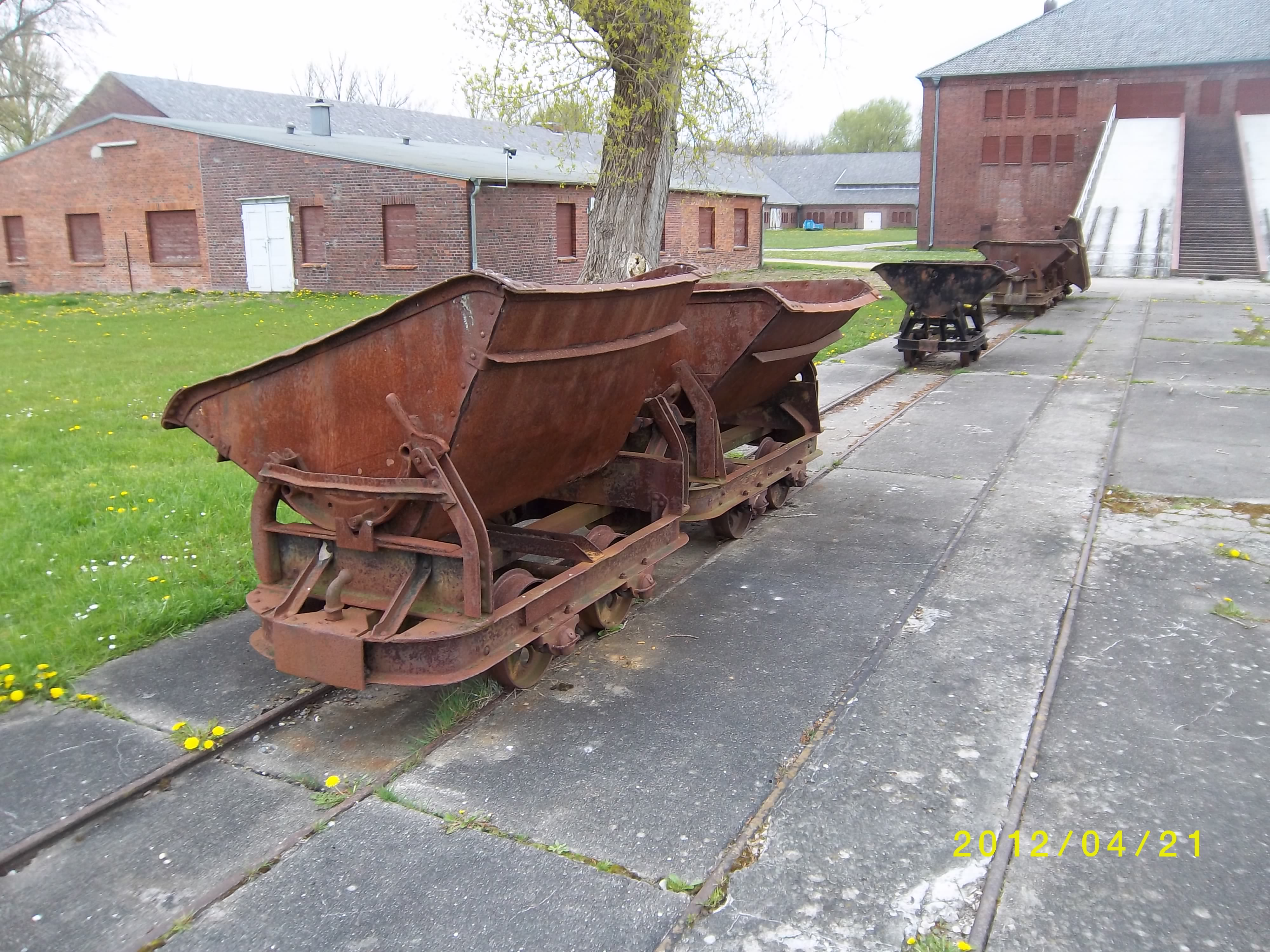
Wagonet pour acheminer l'argile à la briqueterie.
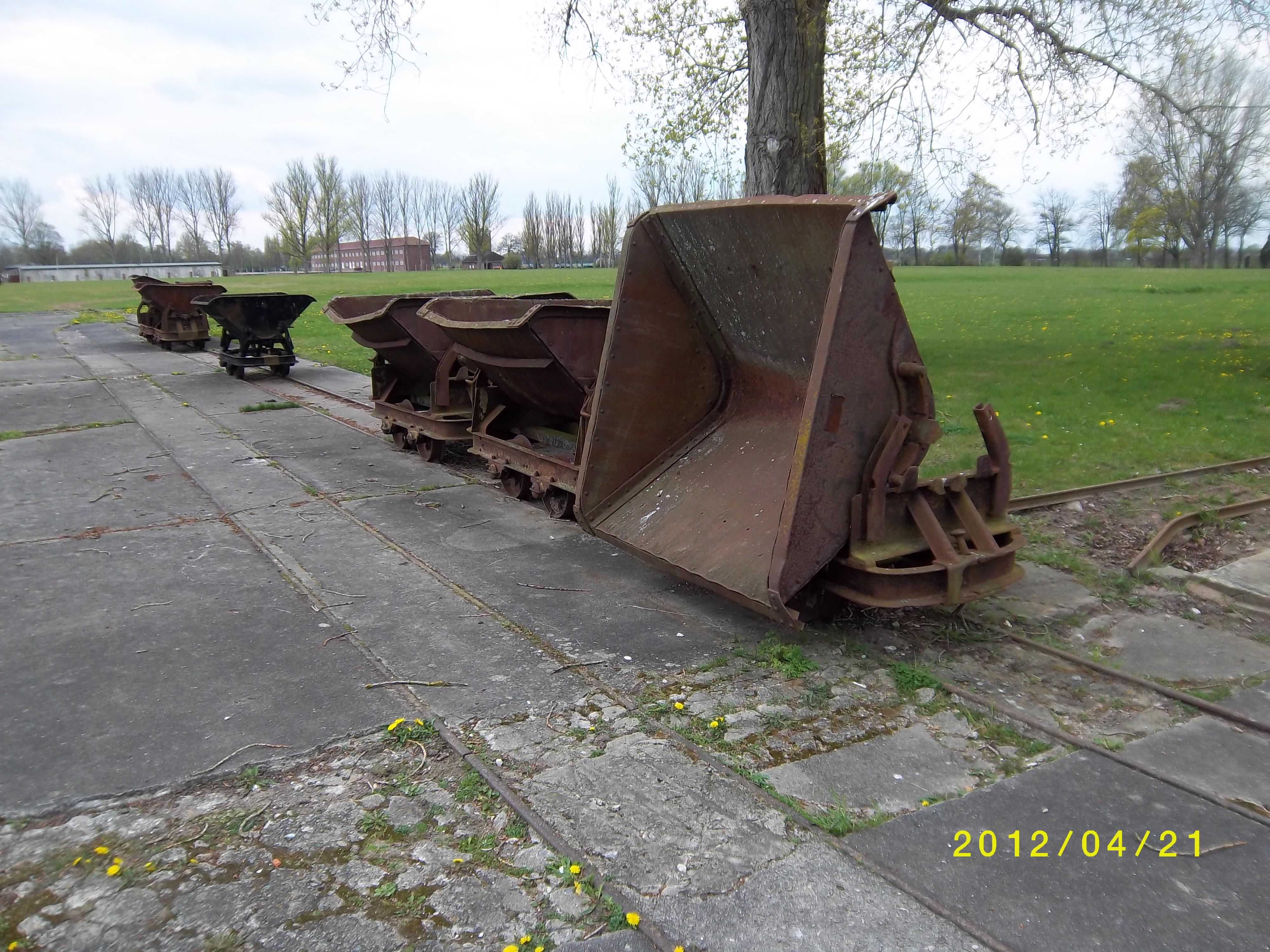
Wagonet pour acheminer l'argile à la briqueterie.
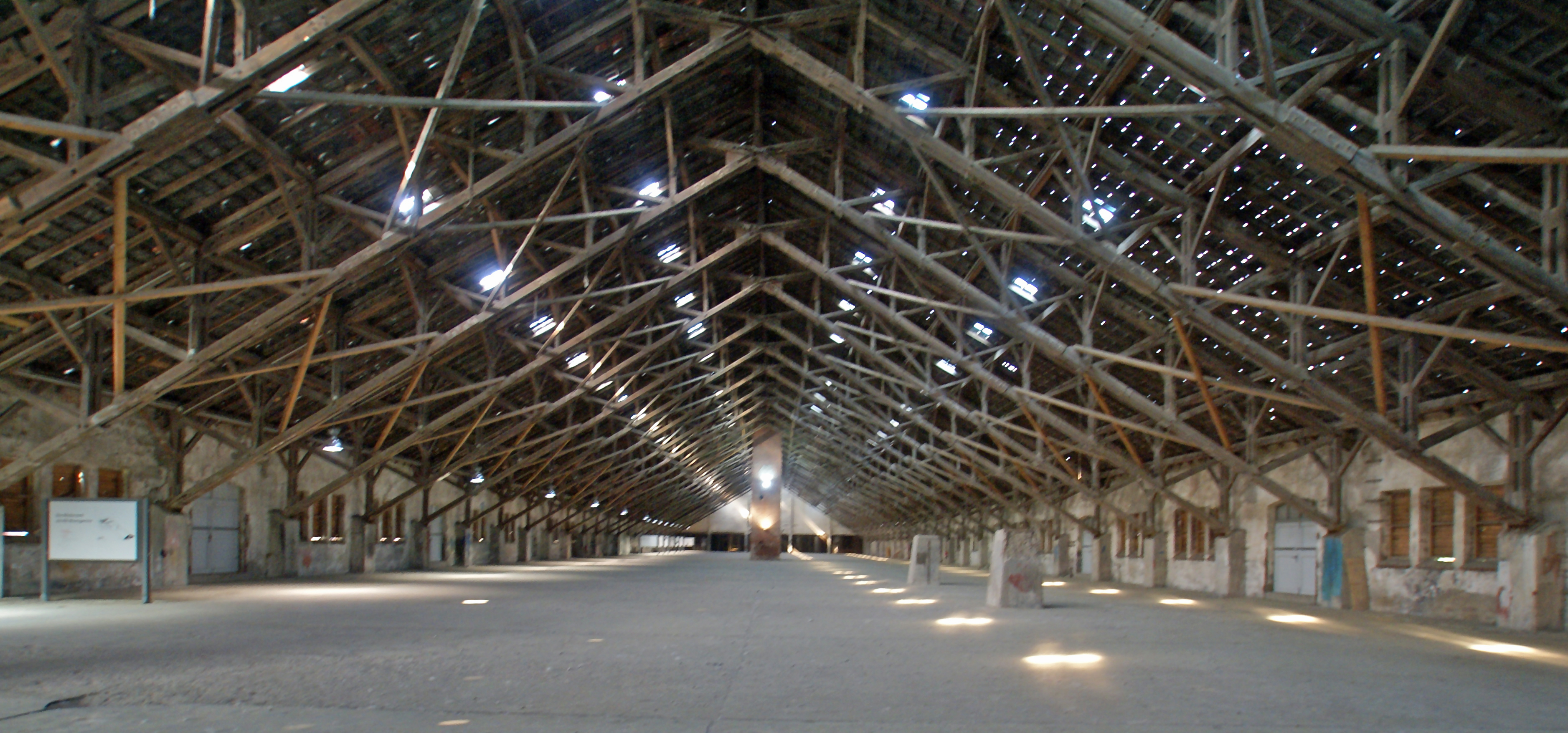
Vue intérieure de la briqueterie.
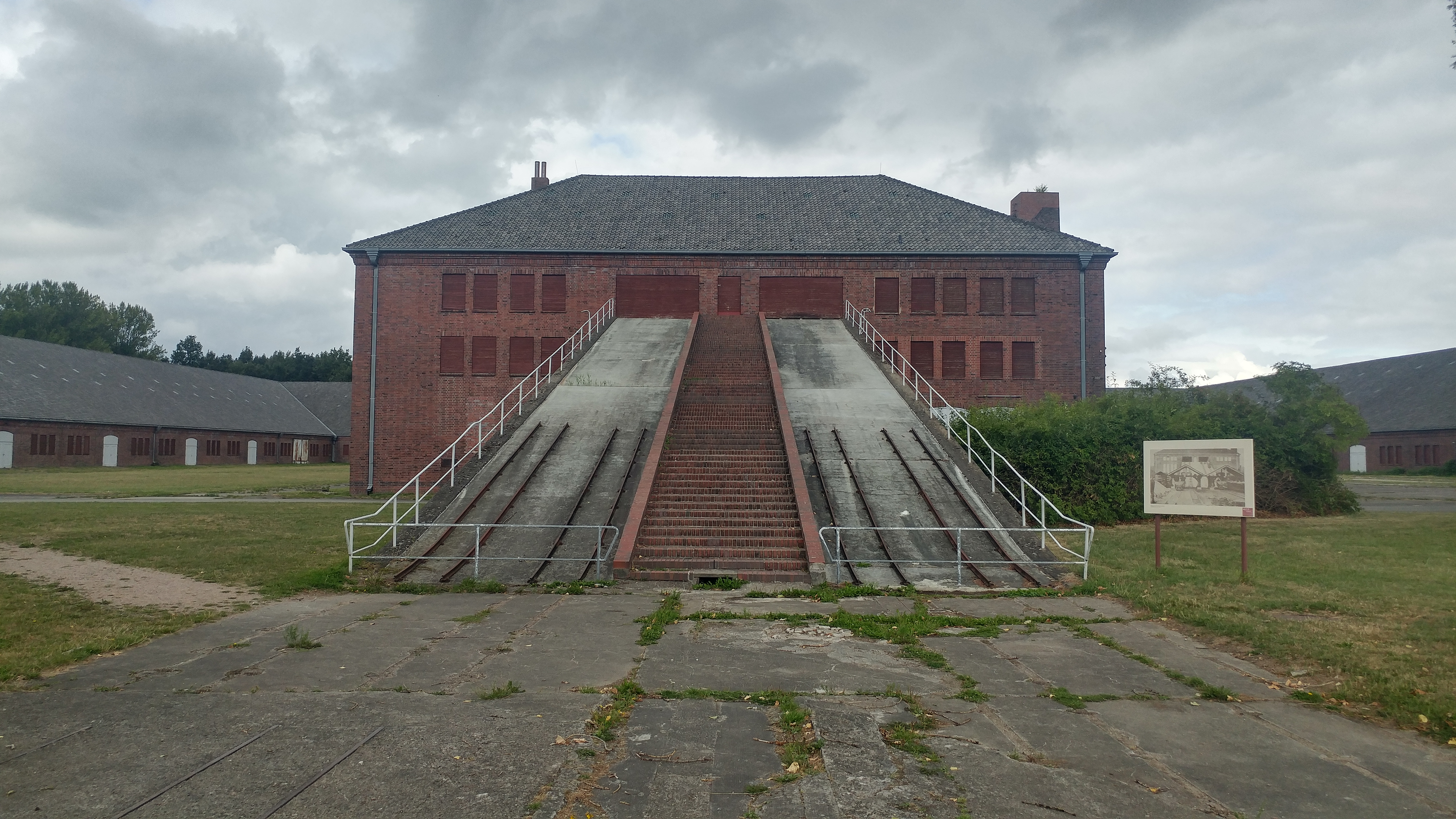
Rampes d'accès à la briqueterie.

### Glaisières
Plusieurs centaines de détenus doivent extraire l'argile et la transporter par tous les temps. Elle est ensuite chargée dans des wagonnets poussés à la main jusqu’à la briqueterie. L’assise des voies n’étant pas stabilisée, en cas de déraillement, les détenus doivent, sous les coups, remettre le wagonet  sur ses rails. Ces travaux pénibles et dangereux, associés aux mauvais traitements, entraînent la mort de nombreux détenus.